# Кръста (Рила)
Скалното светилище Кръста е разположено източно край град Рила. За сакралното място са известни множество народни предания и легенди свързани със Свети Иван Рилски.

## Откритие
Светилището е публикувано в научната литература през 2005 година, след теренни проучвания ръководени от проф.Васил Марков (Югозападен университет „Неофит Рилски“, Благоевград). Проучванията са в рамките на програмата „Тракийски светилища от Западните Родопи, Пирин и Рила“, организирана съвместно с Югозападен университет „Неофит Рилски“, Факултет по изкуствата, катедра Културология, Археологически институт с музей при БАН и Регионален етнографски музей, Пловдив.

## Описание и особености
Импозантните естествени скали разположени от двете страни на Рилска река са сакрализирани в древността. Особено впечатляващи са тези разположени на северния бряг, които са осеяни със строителна и битова керамика датираща от късната Желязна епоха, Елинистичната епоха и късната Античност. За някои от скалите са съхранени само топонимите, а за други названието е свързано с множество местни легенди. Скалата разположена на западната страна е наречена „Конникът“, защото силуетът ѝ напомня на конник. Според проф. Васил Марков това е забележителен по своята стойност топоним от сакралната територия на това светилище. Този образ според интерпретацията на Марков потвърждава връзката на Тракисйкия херос с древните мегалитни светилища.
Над скалата „Конникът“ е разположена друг монументален скален къс наречен с името „Пчелата“, където е оформена неголяма четириъгълна площадка, частично вкопана от запад и юг в скалата. Откритата на това място фрагментирана антична строителна керамика свидетелства за наличието на архитектурна постройка, която е била част от светилището. Названието на скалата „Пчелата“ Марков тълкува като връзка с Великата богиня – майка. Пчелата се среща и като символ в народното житие на Свети Иван Рилски, където е медиатор между този и отвъдния свят.
Изсечената в скалния хребет пътека свързва „Пчелата“ със съседните два върха – част от свещената територия, достигайки до скалния масив „Кръста“. По-старото име на скалата е „Черната скала“ – топоним особено често срещан в рамките на Югозападна България.

## Предания и легенди
За скалата „Кръста“ са известни най-много народни предания и легенди посветени на Свети Иван Рилски.
Според една от легендите светцът преобразен на сокол литнал от Околицата – място, където бил обграден от своите преследвачи и така се спасил, като долетял и кацнал на високата скала Кръста. Гарваните и свраките летели около него и го издавали, ето защо той ги проклел да не могат да летят от скалата нагоре. Преди да се качи на камъка му се допила вода и в краката му бликнал извор. Светецът пил от водата и така я осветил. От незапомнени времена хора посещават този извор преди изгрев слънце, пият и се мият с водата му между Великден и Гергьовден. Като дар поклонниците оставят монети и цветя, за да получат здраве от светеца. Към лечебните функции на светеца се прибавя вярата че билките растящи около скалата имат голяма лечебна сила, защото на нея светецът се спасил. Такава сила имат и „сребърните“ камъчета, събирани край скалата за здраве. Последният мотив присъства в народното житие на светеца, според което той вкаменил една змия камъчетата от която имат силата да лекуват.